# Ronald Lopatni
Ronald Lopatni (Zagreb, 19 mei 1944 – aldaar, 5 mei 2022) was een Kroatische waterpolospeler.
Hij nam als waterpoloër tweemaal deel aan de Olympische Spelen van 1968 en 1972. Hij eindigde met het Joegoslavisch team op de eerste en vijfde plaats. In de competitie kwam Lopatni uit voor Mladost, Zagreb.
Lopatni overleed na een lang ziekbed op 78-jarige leeftijd.
Ozren Bonačić · 
Dejan Dabović · 
Zdravko Hebel · 
Zoran Janković · 
Ronald Lopatni · 
Uroš Marović · 
Đorđe Perišić · 
Miroslav Poljak · 
Mirko Sandić · 
Karlo Stipanić · 
Ivo Trumbić
Dušan Antunović · 
Siniša Belamarić · 
Ozren Bonačić · 
Zoran Janković · 
Miloš Marković · 
Uroš Marović · 
Ronald Lopatni · 
Đorđe Perišić · 
Ratko Rudić · 
Mirko Sandić · 
Karlo Stipanić